# Elezioni europee del 1989 in Italia
Le elezioni europee del 1989 in Italia si svolsero il 18 giugno 1989, contestualmente al referendum di indirizzo sul conferimento del mandato costituente al Parlamento europeo. Si trattò delle ultime elezioni tenutesi su tutto il territorio nazionale alle quali prese parte il Partito Comunista Italiano. 

## Sistema di voto

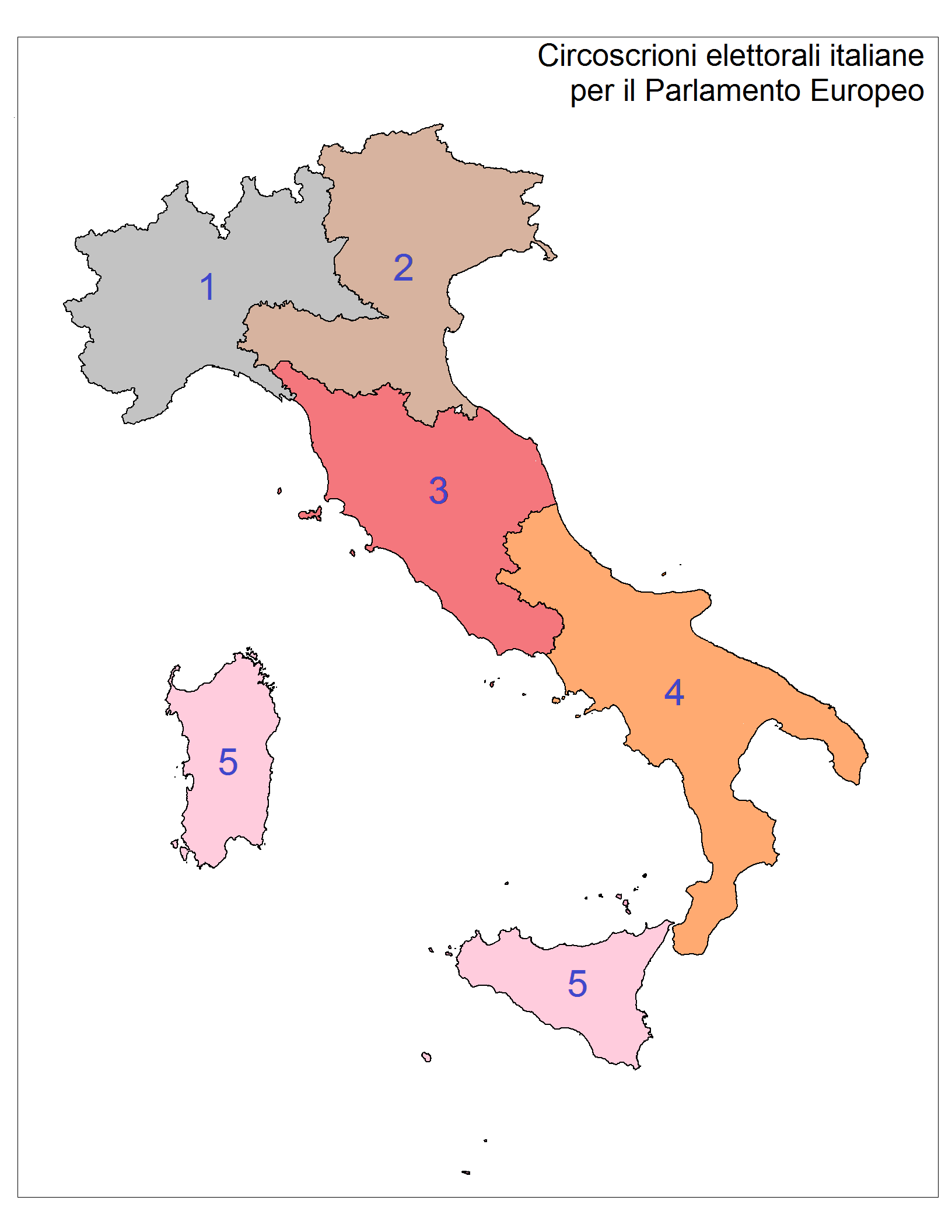
Le circoscrizioni italiane per le elezioni europee del 1989

Le elezioni europee in Italia del 1989 si tennero con il sistema di voto introdotto con la legge elettorale per l'elezione dei rappresentanti italiani presso il Parlamento europeo deliberata con provvedimento n° 18 del 24 gennaio 1979. Il territorio nazionale italiano era suddiviso in 5 circoscrizioni plurinominali assegnatarie di un numero di seggi variabili a seconda della popolazione ed il complesso delle circoscrizioni elettorali formava il collegio unico nazionale. La ripartizione dei seggi si effettuava dividendo il numero degli abitanti della Repubblica per il numero dei rappresentanti spettante all'Italia nel Parlamento europeo, e distribuendo i seggi in proporzione alla popolazione di ogni circoscrizione, risultante dell'ultimo censimento generale, sulla base dei quozienti interi e dei più alti resti.
La legge in oggetto era improntata ad un principio di proporzionalismo. Il calcolo dei seggi attribuiti ad ogni lista avveniva semplicemente a livello centrale nel collegio unico nazionale, per tramite del metodo Hare-Niemeyer dei quozienti naturali e dei più alti resti. Determinato il numero di seggi spettanti ad ogni partito, gli stessi venivano suddivisi fra le singole liste circoscrizionali con lo stesso principio proporzionale puro: ne consegue il ruolo meramente procedurale delle circoscrizioni, e la possibilità della variazione del numero complessivo dei rappresentanti delle singole ripartizioni.
Per le liste delle minoranze linguistiche era prevista la possibilità di collegamento con una lista di orizzonte nazionale: in tal caso i voti della lista linguistica andavano ad incrementare quelli della lista nazionale, ottenendo uno dei suoi seggi qualora un candidato linguistico ottenesse almeno 50.000 suffragi. Inoltre la legge prevedeva il voto di preferenza plurimo per i candidati della lista: ogni elettore poteva esprimere il proprio gradimento fino a tre candidati, e gli stessi vengono proclamati eletti, nel limite degli scranni ottenuti da ogni lista circoscrizionale, secondo la graduatoria di consensi ottenuta. Si segnala infine che il diritto di voto era consentito anche ai cittadini italiani residenti nelle altre nazioni che partecipavano all'elezione del Parlamento europeo.

### Circoscrizioni
Il territorio nazionale italiano, che assegnava 81 seggi, venne suddiviso in 5 circoscrizioni plurinominali così ripartite:
1. Italia nord-occidentale (Valle d'Aosta, Piemonte, Liguria, Lombardia) - 25 seggi;
2. Italia nord-orientale (Trentino-Alto Adige, Veneto, Friuli-Venezia Giulia, Emilia-Romagna) - 17 seggi;
3. Italia centrale (Toscana, Umbria, Marche, Lazio) - 16 seggi;
4. Italia meridionale (Abruzzo, Molise, Campania, Puglia, Basilicata, Calabria) - 16 seggi;
5. Italia insulare (Sicilia, Sardegna) - 7 seggi.

## Risultati
| Liste                  | Liste | Gruppo                 | Voti       | %     | Seggi   | Differenza | Differenza    |
| Liste                  | Liste | Gruppo                 | Voti       | %     | Seggi   | %          | Seggi         |
| ---------------------- | --- | ---------------------- | ---------- | ----- | ------- | ---------- | ------------- |
|                        | Democrazia Cristiana (DC)                                                                                 | PPE                    | 11 451 053 | 32,90 | 26      | 0,06       | Stabile       |
|                        | Partito Comunista Italiano (PCI)                                                                          | GUE                    | 9 598 369  | 27,58 | 22      | 5,75       | 5             |
|                        | Partito Socialista Italiano (PSI)                                                                         | SOC                    | 5 151 929  | 14,80 | 12      | 3,59       | 3             |
|                        | Movimento Sociale Italiano - Destra Nazionale (MSI-DN)                                                    | NI                     | 1 918 650  | 5,51  | 4       | 0,96       | 1             |
|                        | Liberali Repubblicani Federalisti • Partito Repubblicano Italiano (PRI) • Partito Liberale Italiano (PLI) | - LDR NI -             | 1 532 388  | 4,40  | 4 3 1 - | 1,69 ·     | 1 · 1 · 1 · 3 |
|                        | Verdi Europa - Lista Verde (VE-LV)                                                                        | GV                     | 1 317 119  | 3,78  | 3       | nuovo      | nuovo         |
|                        | Partito Socialista Democratico Italiano (PSDI)                                                            | SOC                    | 945 383    | 2,72  | 2       | 0,77       | 1             |
|                        | Verdi Arcobaleno per l'Europa (VA)                                                                        | GV                     | 830 980    | 2,39  | 2       | nuovo      | nuovo         |
|                        | Lega Lombarda - Alleanza Nord (LL-AN)                                                                     | ARC                    | 636 242    | 1,83  | 2       | 1,36       | 2             |
|                        | Democrazia Proletaria (DP)                                                                                | GV                     | 449 639    | 1,29  | 1       | 0,15       | Stabile       |
|                        | Antiproibizionisti sulla Droga                                                                            | GV                     | 430 150    | 1,24  | 1       | 2,43       | 2             |
|                        | Federalismo (PSd'Az-UV-MF-UfS-UPV-SSK)                                                                    | ARC                    | 207 739    | 0,60  | 1       | 0,05       | Stabile       |
|                        | Südtiroler Volkspartei (SVP)                                                                              | PPE                    | 172 383    | 0,50  | 1       | 0,06       | Stabile       |
|                        | Partito Pensionati (PP)                                                                                   | –                      | 162 293    | 0,47  | -       | nuovo      | nuovo         |
| Totale                 | Totale | Totale                 | 34 804 317 | 100   | 81      |            |               |
| Schede bianche e nulle | Schede bianche e nulle                                                                                    | Schede bianche e nulle | 2 768 442  | 7,34  |         |            |               |
| Votanti                | Votanti                                                                                                   | Votanti                | 37 572 759 | 81,07 |         |            |               |
| Elettori               | Elettori                                                                                                  | Elettori               | 46 346 961 |       |         |            |               |